# Янув (Пшисуський повіт)
Янув (пол. Janów) — село в Польщі, у гміні Пшисуха Пшисуського повіту Мазовецького воєводства.
Населення — 309 осіб (2011).
У 1975-1998 роках село належало до Радомського воєводства.

## Демографія
Демографічна структура станом на 31 березня 2011 року:
|          | Загалом | Допрацездатний вік | Працездатний вік | Постпрацездатний вік |
| -------- | ------- | ------------------ | ---------------- | -------------------- |
| Чоловіки | 137     | 29                 | 87               | 21                   |
| Жінки    | 172     | 31                 | 101              | 40                   |
| Разом    | 309     | 60                 | 188              | 61                   |